# Сем Панопулос
Сотіріос «Сем» Панопулос (грец. Σωτήριος «Σαμ» Πανόπουλος, англ. Sotirios «Sam» Panopoulos; 1934–2017) — канадський ресторатор і кухар грецького походження, винахідник гавайської піци.

## Біографія
Сотіріос Панопулос народився 20 серпня 1934 року в селі Вурвура (Аркадія, Пелопоннес, Греція). Іммігрував до Канади у 1954 році. Прибувши спочатку в Галіфакс, він перебрався в Монреаль, а потім в Елліот-Лейк, де працював на шахтах. Згодом переїхав у Чатем, і, нарешті, в Лондон.
Опинившись проїздом у Неаполі (Італія), Панопулос скуштував піцу, яка в той час не була відома в Канаді, що спантеличило його.
Він спільно з братами Іліасом і Нікітасом володів декількома ресторанами в Онтаріо, в тому числі рестораном «Satellite» в Чатемі. Крім традиційних страв американської кухні, таких як гамбургери і картопля фрі, у «Satellite» готували китайську їжу.
На початку 1960-х років, коли піца отримала широке поширення в США, Панопулос у своєму ресторані «Satellite» також почав готувати піцу .
У 1962 році Панопулосу спало на думку як експеримент додати в піцу консервований ананас (в той час асортимент продуктів на вибір складався головним чином з грибів, бекону і пепероні). Стимулом до цього частково послужив досвід приготування китайських страв, які зазвичай поєднують в собі солодкий і кислий смаки. Він додавав у піцу ананас, шинку, бекон та інші топінги, що спочатку не мало особливого інтересу у відвідувачів закладу. Однак уже незабаром піца, яка поєднувала в собі ананас з традиційною комбінацією томатного соусу і сиру, іноді з шинкою або беконом, стала популярною в місцевої публіки, а згодом і по всьому світу.
Придумана Панопулосом піца отримала назву «гавайська піца» відтоді, як для її приготування стали використовувати марку консервованих ананасів з Гавайських островів.
Панопулос раптово помер 8 червня 2017 року Лондоні у віці 82 років. Похорон відбувся в грецькому православному Свято-Троїцькому соборі.
Протягом 50 років був одружений з Христиною Панопулос, у шлюбі з якою мав дочку Марджі і сина Білла.